# Harry Wild – Mörderjagd in Dublin
Harry Wild – Mörderjagd in Dublin ist eine britisch-irische Krimiserie um Titelheldin Harry Wild, gespielt von Jane Seymour. Die Serie stammt von David Logan.
Die erste Staffel erschien am 4. April 2022 über Acorn TV und war in Deutschland ab dem 17. April 2022 in der ZDFmediathek zu sehen. Die Erstausstrahlung im Free-TV fand ab dem 24. April 2022 auf ZDF statt. Im März 2024 verkündete Acorn TV die Veröffentlichung der dritten Staffel mit sechs Folgen für den 13. Mai 2024, deren Ausstrahlung im ZDF im folgenden Sommer beginnen soll.

## Handlung
Harriet „Harry“ Wild ist eine Literaturprofessorin, die ihren gerade begonnenen Ruhestand eigentlich nutzen will, um einen Roman zu schreiben. Doch bisher kam sie über die Überschrift „Kapitel 1“ nicht hinaus. Bei einem Überfall auf offener Straße wird ihr die Geldbörse aus der Hand gerissen. Da sie zunächst traumatisiert scheint, kommt sie für die Nacht bei ihrem Sohn, dem Kriminalkommissar Charlie Wild, unter. Als sie nicht schlafen kann, liest sie in einer Mordakte und entdeckt entscheidende Hinweise, doch ihr Sohn nimmt sie nicht ernst. Sie macht sich eigenständig auf die Suche nach dem Dieb ihrer Geldbörse und findet den jugendlichen Schwerenöter Fergus Reid, der eigentlich keine kriminellen Absichten hegt und mit dem Geld lediglich seine Familie unterstützen will. Harry überwältigt ihn mit einem Elektroschocker und zwingt ihn, ihr bei ihren Ermittlungen zu helfen. Nachdem sie den ersten Fall gelöst haben, entwickelt sich eine Freund- und Partnerschaft zwischen den beiden. Sie gründen ihr eigenes Detektivbüro und recherchieren Fälle.

## Besetzung und Synchronisation
Die deutsche Synchronisation entstand nach einem Synchronbuch von Harald Wolff und Andrea Mayer unter der Dialogregie von Harald Wolff im Auftrag von Antares Film.
| Rolle        | Darsteller     | Sprecher            |
| ------------ | -------------- | ------------------- |
| Harry Wild   | Jane Seymour   | Isabella Grothe     |
| Fergus Reid  | Rohan Nedd     | Kaze Uzumaki        |
| Charlie Wild | Kevin J. Ryan  | Tim Knauer          |
| Glenn Talbot | Paul Tylak     | Torsten Münchow     |
| Oria Wild    | Amy Huberman   | Sonja Spuhl         |
| Lola Wild    | Rose O’Neill   | Magdalena Montasser |
| Billy Lund   | Peter Claffey  | Sebastian Kluckert  |
| June         | Esosa Ighodaro | Elisa Bannat        |
| Vicky Boyle  | Danielle Ryan  | Andrea Cleven       |
| Ray Tiernan  | Stuart Graham  | Till Hagen          |

## Hintergrund
Harry Wild – Mörderjagd in Dublin wurde für den Streamingservice Acorn TV gedreht, der zum AMC Network gehört. Die erste Staffel war dort ab dem 4. April 2022 erhältlich. In Deutschland erschien die Serie ab dem 17. April 2022 in der ZDF Mediathek und eine Woche später im Free-TV. Für Acorn TV war es die erfolgreichste Premierenwoche bis dato, so dass die Serie um eine weitere Staffel verlängert wurde, die sechs Folgen umfasst. Deren Ausstrahlung erfolgte im ZDF im November 2023 in Doppelfolgen sonntags ab 22:15 Uhr.

## Episodenliste

### Staffel 1
| Nr. (ges.) | Nr. (St.) | Deutscher Titel                               | Originaltitel                              | Erstveröffentlichung (UK) | Deutschsprachige Erstveröffentlichung (D) | Regie                  | Drehbuch    |
| --- | --------- | --------------------------------------------- | ------------------------------------------ | ------------------------- | ----------------------------------------- | ---------------------- | ----------- |
| 1 | 1         | Immer Ärger mit Harry                         | When Harry Met Fergus                      | 4. Apr. 2022              | 24. Apr. 2022                             | Ronan Burke            | David Logan |
| Harriet „Harry“ Wild ist in den Ruhestand eingetreten. Diesen will sie nutzen, um einen Roman zu schreiben, doch sie kam bisher nur zur Überschrift „Kapitel 1“. Bei einem Überfall auf offener Straße wird ihr die Geldbörse aus der Hand gerissen. Nachdem sie zunächst traumatisiert scheint, kommt sie bei ihrem Sohn, dem Kriminalkommissar Charlie Wild, unter. Als sie nicht schlafen kann, findet sie in einer Mordakte entscheidende Hinweise, die sie auf Grund ihres literarischen Wissens entschlüsseln kann. Doch ihr Sohn nimmt sie nicht ernst. Schließlich macht sie sich auf die Suche nach dem Dieb ihrer Geldbörse und findet Fergus Reid, einen begabten Schüler, der aber aufgrund der finanziellen Engpässe seiner Familie zu kriminellen Taten neigt. Sie überwältigt ihn mit einem Elektroschocker und zwingt ihn, bei ihren Ermittlungen zu helfen. Dabei gerät Harry Wild in Lebensgefahr, als sie den Mörder stellen will. Fergus, der eigentlich abhauen könnte, rettet Harry schließlich. Die beiden beschließen, fortan gemeinsam zu arbeiten. Fergus soll ihr assistieren, während sie ihn dabei unterstützen will, ein „Mann“ zu werden. |           |                                               |                                            |                           |                                           |                        |             |
| 2 | 2         | Einer wird gewinnen                           | Samurai Plague Doctor Kills for Kicks      | 4. Apr. 2022              | 24. Apr. 2022                             | Ronan Burke, Rob Burke | David Logan |
| Harrys sensationeller Erfolg schafft es in die Zeitungen. Eine Frau bittet Harry daher darum, den mutmaßlichen Mord an ihrem Ehemann aufzuklären. Als Beweis legt sie eine kryptische Zeitungsannonce und eine Bodycam-Aufnahme vor. Harry ist zunächst nicht interessiert, doch Fergus geht den Hinweisen nach und entdeckt ein mörderisches Spiel im Internet. Bei dem sogenannten „Snuff Game“ werden Personen von einem Mörder mit Pestmaske gejagt. Bei den Ermittlungen geraten Harry und Fergus selbst in das Visier der Internet-Kriminellen, können den Fall jedoch erfolgreich lösen. |           |                                               |                                            |                           |                                           |                        |             |
| 3 | 3         | Operation Mincemeat                           | Mincemeat                                  | 11. Apr. 2022             | 1. Mai 2022                               | Ronan Burke            | Jo Spain    |
| Im Fluss wird eine Leiche gefunden. Harry interessiert sich für den Fall, da der Mann offenbar nicht identisch mit dem Mann auf dem Ausweis ist. Sie selbst hat den Toten als polnischen Gelegenheitsarbeiter wiedererkannt. Sie beginnt eigene Recherchen, während ihr Sohn dies wieder mal als Hirngespinst seiner Mutter abtut. Harry und Fergus kommen schließlich einem Versicherungsbetrug auf die Schliche, bei dem es darum ging, die teure Internatsrechnung einer Tochter zu bezahlen. Die Familie, die den Tod des zufällig Verstorbenen für ihre Zwecke nutzte, bedient sich dabei einer List aus dem Zweiten Weltkrieg: der sogenannten Operation Mincemeat. |           |                                               |                                            |                           |                                           |                        |             |
| 4 | 4         | Wenn Happy nicht happy ist, ist niemand happy | An Unhappy Happy Is a Dangerous Thing      | 11. Apr. 2022             | 1. Mai 2022                               | Ronan Burke            | David Logan |
| Nachdem ein Geldverleiher ermordet wurde, erpresst Happy Fergus' Vater Malky. So zwingt er Fergus und Harry, für ihn zu ermitteln. Harry zögert zunächst, für den skrupellosen Gangster zu arbeiten. Doch eine seltsame Verbindung zu Schuld und Sühne von Dostojewski weckt ihr Interesse. Schließlich finden die beiden heraus, dass sich der Mörder des Geldverleihers für Dostojewskis Romanfigur Raskolnikow hält und bereits weitere Menschen ermordet hat. |           |                                               |                                            |                           |                                           |                        |             |
| 5 | 5         | Eine Leiche zum Dessert                       | A Corpse In My Soup                        | 18. Apr. 2022             | 8. Mai 2022                               | Rob Burke              | Jo Spain    |
| Als während einer Dinnerparty allen Gästen außer Harry übel wird, ist der Grund schnell herausgefunden: im Brunnen, der das Anwesen mit Trinkwasser versorgt, befindet sich eine Leiche. Da Harry als einzige kein Wasser getrunken hat, gerät sie selbst unter Verdacht. Fergus obliegt es nun, seine Chefin vor dem Gefängnis zu bewahren. |           |                                               |                                            |                           |                                           |                        |             |
| 6 | 6         | Die besten Pläne gehen nach hinten los        | Best Laid Schemes                          | 18. Apr. 2022             | 8. Mai 2022                               | Rob Burke              | Jo Spain    |
| Ein schwerer Sturm verhindert, dass die Gäste von Harrys Lieblingspub nach Hause kommen. Im Kofferraum eines abgestellten Autos ertönen Klopfgeräusche. Ein Entführungsopfer befindet sich darin. Die Entführer müssen ebenfalls im Pub sein. So müssen Fergus, Harry und deren Enkeltochter Lola auf engstem Raum ermitteln, ohne selbst zu Opfern der Entführer zu werden. |           |                                               |                                            |                           |                                           |                        |             |
| 7 | 7         | Susans Perücke… verzweifelt gesucht           | The Mystery of Granny Susan’s Fun Time Wig | 25. Apr. 2022             | 15. Mai 2022                              | Rob Burke              | David Logan |
| Bei einer Videokonferenz will die betagte Susan Henderson ihren zugeschalteten Angehörigen eine Änderung ihres Testaments mitteilen. Dabei wird sie ermordet. Das Problem: alle, die ein Motiv hätten, sie zu ermorden, waren ebenfalls eingeloggt und waren scheinbar nicht vor Ort. |           |                                               |                                            |                           |                                           |                        |             |
| 8 | 8         | Niemand kommt hier lebend raus                | No One Here Gets Out Alive                 | 25. Apr. 2022             | 15. Mai 2022                              | Rob Burke              | David Logan |
| Eine junge Frau bittet Harry und Fergus um Hilfe, da sie angeblich Opfer einer Entführung gewesen sein soll. Die Polizei hält die junge Frau mit einer Drogen- und Alkoholproblematik für eine Spinnerin und weigert sich zu ermitteln. Doch Harry entdeckt, das es tatsächlich eine Entführung gegeben hat. |           |                                               |                                            |                           |                                           |                        |             |

### Staffel 2
| Nr. (ges.) | Nr. (St.) | Deutscher Titel               | Originaltitel                                                | Erstveröffentlichung (UK) | Deutschsprachige Erstveröffentlichung (D) | Regie        | Drehbuch    |
| ---------- | --------- | ----------------------------- | ------------------------------------------------------------ | ------------------------- | ----------------------------------------- | ------------ | ----------- |
| 9          | 1         | Familienangelegenheiten       | Silence dogood did bad                                       | 9. Okt. 2023              | 5. Nov. 2023                              | Robert Quinn | David Logan |
| -          |           |                               |                                                              |                           |                                           |              |             |
| 10         | 2         | Ein teuflischer Plan          | The village has eyes                                         | 9. Okt. 2023              | 5. Nov. 2023                              | Robert Quinn | Jo Spain    |
| -          |           |                               |                                                              |                           |                                           |              |             |
| 11         | 3         | Die Schönen und das Biest     | A botox a day keeps the mortician in pay                     | 16. Okt. 2023             | 12. Nov. 2023                             | Robert Quinn | Jo Spain    |
| -          |           |                               |                                                              |                           |                                           |              |             |
| 12         | 4         | Jäger des verlorenen Schatzes | Orla wild’s wicked wicked ways                               | 23. Okt. 2023             | 12. Nov. 2023                             | Robert Quinn | David Logan |
| -          |           |                               |                                                              |                           |                                           |              |             |
| 13         | 5         | Das perfekte Mords-Dinner     | Professor Wild in the library with the revolver              | 30. Okt. 2023             | 19. Nov. 2023                             | Robert Quinn | David Logan |
| -          |           |                               |                                                              |                           |                                           |              |             |
| 14         | 6         | Boxer Freddie, voll zerlegt   | He could’ve been a contender until they chopped his arms off | 6. Nov. 2023              | 19. Nov. 2023                             | Robert Quinn | Jo Spain    |
| -          |           |                               |                                                              |                           |                                           |              |             |

### Staffel 3
| Nr. (ges.) | Nr. (St.) | Deutscher Titel                                 | Originaltitel                           | Erstveröffentlichung (UK) | Deutschsprachige Erstveröffentlichung (D) | Regie       | Drehbuch    |
| ---------- | --------- | ----------------------------------------------- | --------------------------------------- | ------------------------- | ----------------------------------------- | ----------- | ----------- |
| 15         | 1         | Der seltsame Fall des Jamie Dawson              | Killing Me Softly with His Bad Pop Song | 13. Mai 2024              | 12. Aug. 2024                             | Emer Conroy | David Logan |
| -          |           |                                                 |                                         |                           |                                           |             |             |
| 16         | 2         | Der Koch, seine Freundin, ihr Kopf und ein Mord | Too Many Harrys Spoil the Murder        | 13. Mai 2024              | 12. Aug. 2024                             | Emer Conroy | Jo Spain    |
| -          |           |                                                 |                                         |                           |                                           |             |             |
| 17         | 3         | Der Feind in meiner Soap                        | Lights, Camera, Murder                  | 20. Mai 2024              | 18. Aug. 2024                             | Emer Conroy | Jo Spain    |
| -          |           |                                                 |                                         |                           |                                           |             |             |
| 18         | 4         | Mord im schiefen Haus                           | The Man Who Murdered Himself            | 27. Mai 2024              | 18. Aug. 2024                             | Emer Conroy | David Logan |
| -          |           |                                                 |                                         |                           |                                           |             |             |
| 19         | 5         | Unser Dorf soll schöner morden                  | Cleanliness Is Next to Deadliness       | 3. Juni 2024              | 25. Aug. 2024                             | Emer Conroy | Jo Spain    |
| -          |           |                                                 |                                         |                           |                                           |             |             |
| 20         | 6         | Nakatomi Plaza, Dublin Edition                  | Dead Man's Trigger                      | 10. Juni 2024             | 25. Aug. 2024                             | Emer Conroy | David Logan |
| -          |           |                                                 |                                         |                           |                                           |             |             |

## Rezeption
Auf Serienjunkies.de schrieb Reinhard Prahl: Die erste Staffel „traut sich was. David Logan nimmt die Grundprinzipien der Fallkonstruktion für Krimis, wirft sie in einen Topf, und rührt daraus ein wohlschmeckendes Cosy-Crime-Stew mit Spaßfaktor. Eine alternde, aber lebensfrohe Professorin mit einem Youngster ein Team bilden zu lassen, ist erfrischend anders, obwohl sich das Genre insgesamt gesehen wohltuend treu bleibt. Harry Wild nimmt sicherlich einige Charakterzüge der bekanntesten Wohlfühlkrimihelden in sich auf, entwickelt aber doch ein wundervolles Eigenleben mit der richtigen Mischung aus Spannung, Humor und Finesse. Da freut man sich auf die zweite Staffel.“
Auf Kulturnews.de schreibt der Rezensent Jürgen Wittner: „Harry Wild ist eine kurzweilige Krimiserie, nach dem Whodunit funktioniert und somit etwas antiquiert rüberkommt, die aber von der großartigen Jane Seymour in der Hauptrolle profitiert. Ihr freches Mundwerk und ihre Offensivstärke lassen die Serie auch da stark aussehen, wo ‚nur‘ ein aktueller Fall gelöst wird.“